# Słoń (raper)
Słoń, właśc. Wojciech Zawadzki (ur. 27 listopada 1983 w Poznaniu) – polski raper. Działalność artystyczną rozpoczął w pierwszej dekadzie XXI w., jednakże pierwsze próby rapowania podejmował już w okresie szkolnym. W 2008 roku wraz z Shellerinim utworzył projekt WSRH. Duet zarejestrował wkrótce potem kolejno wydawnictwa: Mistrz tu jest remix (feat. Kobra/Fataem) (2006), Wyższa szkoła robienia hałasu (2008) i Unhuman Mixtape (2009). W 2009 roku ukazał się debiut solowy Słonia zatytułowany Chore melodie. Materiał utrzymany w ówcześnie mało popularnej na krajowym rynku stylistyce horrorcore’u przysporzył raperowi popularności w podziemiu artystycznym.
Następnie w duecie z producentem muzycznym Mikserem Słoń nagrał materiał pt. Demonologia (2010), który stanowił stylistyczną kontynuację debiutu rapera. Na płycie, nagranej z udziałem licznych gości, wystąpił m.in. wokalista zespołu Turbo – Tomasz Struszczyk. W 2012 roku do powszechnej sprzedaży trafiła pierwsza produkcja WSRH pt. Szkoła wyrzutków. Wydawnictwo odniosło sukces fonograficzny, plasując się na 5. miejscu zestawienia najpopularniejszych płyt w kraju (OLiS). Rok później ukazał się drugi album Słonia zarejestrowany z Mikserem zatytułowany Demonologia 2. Trzypłytowe wydawnictwo zadebiutowało na 2. miejscu zestawienia OLiS.

## Działalność artystyczna
Wojciech Zawadzki hip-hopem zainteresował się na początku lat 90. XX w. Pierwsze próby rapowania podjął w 1997 roku. W latach późniejszych raper zarejestrował m.in. szereg utworów na debiutancki album, który ostatecznie nie został wydany. Do 2007 roku twórczość rapera miała charakter ściśle amatorski. Tego samego roku Słoń zadebiutował na płycie P.A.G. & Hirass – C.D. nastąpił, która ukazała się nakładem niewielkiej oficyny M-PRO-DAXX LABEL. Na płycie znalazły się cztery piosenki z udziałem muzyka. W międzyczasie wraz z Shellerinim utworzył projekt pod nazwą WSRH. Debiutancki materiał duetu – mixtape zatytułowany Mistrz tu jest remix (feat. Kobra/Fataem). Na płycie znalazło się osiem remiksów utworu tytułowego oraz teledysk. 21 kwietnia, także 2008 roku został wydany pierwszy nielegalny album WSRH pt. Wyższa szkoła robienia hałasu. Gościnnie na płycie wystąpili m.in. Paluch i Ramona 23. W ramach promocji materiału zostały zrealizowane dwa teledyski do utworów „Mistrz tu jest” i „Reprezentant”. Także w 2008 roku Słoń gościł na płycie projektu Hona ‘N’ Antek – Audioportret w utworze „Markowany znakiem”.
15 maja 2009 roku ukazał się pierwszy album solowy Słonia zatytułowany Chore melodie, który poprzedził singel Krwawy aperitif. W ramach promocji do utworu tytułowego, a zrealizowanego z gościnnym udziałem Shelleriniego powstał wideoklip. Debiut rapera utrzymany, w ówcześnie mało popularnej na krajowym rynku stylistyce horrorcore’u przysporzył raperowi popularności w podziemiu artystycznym. Następnie, 24 października ukazała się druga produkcja WSRH pt. Unhuman Mixtape. Na nagranej w należącym do DJ-a Decksa studiu La Bomba płycie gościnnie wystąpili m.in. sam Decks, Koni i Kaczor. Do pochodzącej z płyty piosenki „Absolwent” został zrealizowany teledysk, który wyreżyserował Michał Sterzyński. Wcześniej, tego samego roku Słoń gościł na solowym albumie znanego z występów w zespole Nagły Atak Spawacza, Kaczmiego – I tyle. Następnie w grudniu bezpłatnie w formie digital download, Słoń udostępnił minialbum pt. Ssij to EP. Na którym poza utworem tytułowym znalazły się m.in. piosenki „Reżim krwi” i „Inkwizycja”. Zwrotki Słonia znalazły się także na wydanych w 2009 roku albumach Evtisa – Rozpętam piekło oraz Radia Wolna Warszawa – Presja.
Na początku 2010 roku raper gościł na albumie LuzBena Crew – Betonowe palmy. Natomiast w kwietniu do sprzedaży trafił przekrojowy album kolegi Słonia ze składu WSRH Shelleriniego zatytułowany Gościnnie... Shellerini. Na płycie znalazły się trzy piosenki z udziałem Zawadzkiego. Dwa miesiące później zwrotki rapera znalazły się także na płytach A&G – Witaj na osiedlu i Jajo – Niewyjściowy rap. Następnie we wrześniu do sprzedaży trafił nagrany w duecie z producentem muzycznym Mikserem album Słonia pt. Demonologia, który stanowił stylistyczną kontynuację debiutu rapera. Na nagranej z udziałem licznych gości płycie wystąpił m.in. wokalista zespołu Turbo – Tomasz Struszczyk. Wydawnictwo było promowane teledyskami do pochodzących z płyty utworów „Od zmierzchu do świtu”, „Początek końca” i „Szczerze”. Ostatni z obrazów został później wyróżniony 2. miejscem w plebiscycie portalu branżowego Poznanskirap w kategorii Najlepszy teledysk roku 2011. Pod koniec roku Słoń gościł na albumie Kobry – Na żywo z miasta grzechu. W międzyczasie na producencki album V!ruSa – Power of Beats 2 (2010) trafiła kompozycja „Nocą” nagrana z udziałem Ramony 23, Kaczmiego i Koniego. Z kolei pod koniec roku ukazał się minialbum Słonia i Miksera Wersy, ludzie, hip-hop.
Rok 2011 upłynął dla rapera pod znakiem występów gościnnych. Na początku roku ukazał się pierwszy „legal” Shelleriniego PDG Gawrosz, na którym – w utworze „Kokaina” gościł Zawadzki. Kolejne zwrotki Słonia znalazły się na takich płytach jak Arbak/Spenser – Na swoim miejscu, Emblemat – Jedna miłość, jedna więź, W Sercu Miasta – 24h, Rafi – 200 ton, Mrokas – Mrok w mieście oraz Paluch – Syntetyczna mafia. W październiku Słoń rapował na płycie Młodego M – Kronika II: Siła charakteru w utworze „Nikt mi tego nie dał, nikt mi tego nie zabierze”. Do piosenki powstał również wideoklip. Następnie w listopadzie raper wraz z DJ-em Taekiem wystąpił na nielegalu Barona i Szofera pt. Alternatywa w piosence „Świat jest nasz”. Z kolei w grudniu ukazał się materiał białostockiego rapera Piha – Dowód rzeczowy nr 2, na którym Słoń wraz z Ero i Dono gościł w promowanym teledyskiem utworze „Radio Killa (66.6 FM)”.
31 marca 2012 do powszechnej sprzedaży trafiła pierwsza produkcja WSRH pt. Szkoła wyrzutków. Wydawnictwo odniosło sukces fonograficzny, plasując się na 5. miejscu zestawienia najpopularniejszych płyt w kraju (OLiS). Na płycie gościnnie wystąpili m.in. Chada, Rafi i Paluch. Wcześniej, także w marcu ukazały się płyty Ogniwo – Negatyw pozytywu i HZOP – Drogowskazy życia z gościnnym udziałem Słonia. Następnie Zawadzki gościł na albumach Bosskiego Romana – Krak 4 i formacji Bosskiskład – Braterska siła. Natomiast pod koniec roku wystąpił na bijącej rekordy popularności debiutanckiej płycie producenta muzycznego Donatana – Równonoc. Słowiańska dusza. Raper u boku Chady i Soboty rapował w piosence „Niespokojna dusza”, do której powstał również teledysk. Na początku 2013 roku Słoń gościł na solowej produkcji Popka – Monster, w nagranym z Borixonem utworze „Sławy szczyt”. We wrześniu do sprzedaży trafił album formacji HipoToniA WIWP – Honor twoją amunicją, na którym Słoń wraz z Ero rapował w kompozycji „Ten świat należy do nas”. 4 października został wydany drugi album Słonia nagrany w duecie z Mikserem zatytułowany Demonologia 2. Na trzypłytowym wydawnictwie, na które złożyły się dwie płyty CD i jedna DVD gościnnie wystąpili m.in. KaeN, Pih i Paluch. Album promowany teledyskami do utworów „D2B4” i „CHCWD” zadebiutował na 2. miejscu zestawienia OLiS.

## Życie prywatne
Jest agnostykiem.

## Dyskografia
Albumy
| Rok                                                     | Dane dot. albumu | Pozycja na liście | Sprzedaż       | Certyfikat          |
| Rok                                                     | Dane dot. albumu | POL               | Sprzedaż       | Certyfikat          |
| ------------------------------------------------------- | --- | ----------------- | -------------- | ------------------- |
| 2009                                                    | Chore melodie - Data: 15 maja 2009 - Wydawca: Unhuman - Format: CD, digital download                                 | –                 |                |                     |
| 2010                                                    | Demonologia (oraz Mikser) - Data: 24 września 2010 - Wydawca: Unhuman/CD-Contact - Format: CD, digital download      | 32                |                |                     |
| 2013                                                    | Demonologia 2 (oraz Mikser) - Data: 4 października 2013 - Wydawca: Unhuman/CD-Contact - Format: CD, digital download | 2                 | - POL: 10 000+ |                     |
| 2015                                                    | Brain Dead Familia - Data: 2 października 2015 - Wydawca: Brain Dead Familia - Format: CD, digital download          | 5                 | - POL: 15 000+ | - ZPAV: złota płyta |
| 2018                                                    | Mutylator - Data: 5 października 2018 - Wydawca: Brain Dead Familia - Format: CD, digital download                   | 1                 | - POL: 15 000+ | - ZPAV: złota płyta |
| 2020                                                    | Redrum - Data: 11 grudnia 2020 - Wydawca: Brain Dead Familia - Format: CD, digital download                          | 2                 | - POL: 15 000+ | - ZPAV: złota płyta |
| „–” oznacza, że album nie był notowany na danej liście. | |                   |                |                     |

Minialbumy
| Rok                                                     | Dane dot. albumu                                                                                                 | Pozycja na liście |
| Rok                                                     | Dane dot. albumu                                                                                                 | POL               |
| ------------------------------------------------------- | --- | ----------------- |
| 2009                                                    | Ssij to EP - Data: 18 grudnia 2009 - Wydawca: brak (nielegal) - Format: digital download                         | –                 |
| 2010                                                    | Wersy, ludzie, hip-hop (oraz Mikser) - Data: 13 grudnia 2010 - Wydawca: Unhuman - Format: CD, digital download   | 32                |
| 2018                                                    | EP (oraz The Returners) - Data: 5 października 2018 - Wydawca: Brain Dead Familia - Format: CD, digital download | –                 |
| 2024                                                    | Zero Absolutne - Data: 26 kwietnia 2024 - Wydawca: Brain Dead Familia - Format: CD, digital download             | 52                |
| 2024                                                    | Zero Absolutne 2.0 - Data: 13 grudnia 2024 - Wydawca: Brain Dead Familia - Format: CD, digital download          | –                 |
| „–” oznacza, że album nie był notowany na danej liście. | |                   |

Współpraca
| Rok  | Dane dot. albumu | Pozycja na liście |
| Rok  | Dane dot. albumu | POL               |
| ---- | --- | ----------------- |
| 2020 | SICK6SIX (oraz Dope D.O.D.) - Data: 14 lutego 2020 - Wydawca: Brain Dead Famillia - Format: CD, digital download                | 4                 |
| 2021 | BDF Represent (oraz Brain Dead Familia) - Data: 26 listopada 2021 - Wydawca: Brain Dead Famillia - Format: CD, digital download | 2                 |
| 2023 | Pośród hien (oraz Paluch) - Data: 17 marca 2023 - Wydawca: B.O.R. Records - Format: CD, digital download                        | 1                 |
| 2025 | Soccer Kick (oraz The Returners) - Data: 13 czerwca 2025 - Wydawca: Brain Dead Familia - Format: CD, digital download           | 94                |

Single
| Rok  | Tytuł                                                          | Album/EP                   |
| ---- | -------------------------------------------------------------- | -------------------------- |
| 2009 | „Krwawy aperitif”                                              | Chore melodie              |
| 2009 | „Święta 2009” (oraz Mikser)                                    | –                          |
| 2010 | „Dzieci ognia” (oraz Mikser)                                   | –                          |
| 2012 | Donatan – „Niespokojna dusza” (gościnnie: Chada, Słoń, Sobota) | Równonoc. Słowiańska dusza |
| 2014 | „Gruba Berta”                                                  | –                          |
| 2015 | Kacper – „Wilk” (gościnnie: Słoń, Jongmen)                     | Tabula Rasa                |
| 2015 | „Martwy”                                                       | Brain Dead Familia         |
| 2019 | „Borderlands” (prod. The Returners)                            | –                          |
| 2022 | „Zero absolutne" (prod. Chris Carson)                          | Zero Absolutne             |
| 2023 | „Święta w piekle '87'' (prod. Chris Carson)                    | CADAVER                    |
| 2024 | „Techenko" (prod. Chubeats)                                    | Zero Absolutne             |

Występy gościnne
| Rok  | Album                                 | Utwór | Źródło |
| ---- | ------------------------------------- | --- | ------ |
| 2007 | P.A.G. & Hirass – C.D. nastąpił       | „Kontynuuje epizod” (gościnnie: Słoń) „Ciemny pokój” (gościnnie: Słoń) „Nie może być inaczej” (gościnnie: Słoń) „Adrenalina” (gościnnie: Słoń)   | [ 3 ]  |
| 2008 | Hona ‘N’ Antek – Audioportret         | „Markowany znakiem” (gościnnie: Oldas, Słoń) | [ 6 ]  |
| 2009 | Kaczmi – I tyle                       | „Nocą” (gościnnie: Koni, Słoń, RY23) | [ 13 ] |
| 2009 | Evtis – Rozpętam piekło               | „Będę” (gościnnie: Majkel, Koza, Słoń, Cani Boha Camp)                                                                                           | [ 15 ] |
| 2009 | Radio Wolna Warszawa – Presja         | „PornStar” (gościnnie: Słoń) | [ 16 ] |
| 2010 | LuzBena Crew – Betonowe palmy         | „Pierdol to...” (gościnnie: Słoń) | [ 17 ] |
| 2010 | Shellerini – Gościnnie... Shellerini  | „Nie zwalniam tempa” (gościnnie: RY23, Słoń) „Jestem z miasta” (gościnnie: Onar, Słoń, Paluch) „5 styli” (gościnnie: Paluch, Koni, Kaczor, Słoń) | [ 18 ] |
| 2010 | A&G – Witaj na osiedlu                | „Mam tą chorą jazde” (gościnnie: Słoń) | [ 19 ] |
| 2010 | Jajo – Niewyjściowy rap               | „Swoja drogą” (gościnnie: Słoń) | [ 20 ] |
| 2010 | Kobra – Na żywo z miasta grzechu      | „Na ulicach rządzi diabeł” (gościnnie: Słoń, Mrokas)                                                                                             | [ 26 ] |
| 2010 | V!ruS – Power of beats 2              | „Nocą” (gościnnie: RY23, Kaczmi, Koni, Słoń) | [ 27 ] |
| 2011 | Shellerini – PDG Gawrosz              | „Kokaina” (gościnnie: Słoń) | [ 29 ] |
| 2011 | Arbak/Spenser – Na swoim miejscu      | „Tu nie ma miłości” (gościnnie: Słoń) | [ 30 ] |
| 2011 | Emblemat – Jedna miłość, jedna więź   | „To coś więcej” (gościnnie: Bas Tajpan, Słoń) | [ 31 ] |
| 2011 | W Sercu Miasta – 24h                  | „Świeże mięso” (gościnnie: Słoń) | [ 32 ] |
| 2011 | Rafi – 200 ton                        | „Ciemna strona mocy” (gościnnie: Słoń) | [ 33 ] |
| 2011 | Mrokas – Mrok w mieście               | „Królestwo nocy” (gościnnie: Słoń, Medi Top Glon)                                                                                                | [ 34 ] |
| 2011 | Paluch – Syntetyczna mafia            | „B.O.R.” (gościnnie: Bezczel, Słoń) | [ 35 ] |
| 2011 | Młody M – Kronika II: Siła charakteru | „Nikt mi tego nie dał, nikt mi tego nie zabierze” (gościnnie: Słoń)                                                                              | [ 36 ] |
| 2011 | Baron/Szofer – Alternatywa            | „Świat jest nasz” (gościnnie: Słoń, DJ Taek) | [ 38 ] |
| 2011 | Pih – Dowód rzeczowy nr 2             | „Radio Killa (66.6 FM)” (gościnnie: Słoń, Ero, Dono)                                                                                             | [ 40 ] |
| 2012 | Ogniwo – Negatyw pozytywu             | „Rozum” (gościnnie: Słoń) | [ 41 ] |
| 2012 | HZOP – Drogowskazy życia              | „Odbezpieczamy broń” (gościnnie: Słoń) | [ 42 ] |
| 2012 | Bosski Roman – Krak 4                 | „Cały ten syf” (gościnnie: Słoń) | [ 43 ] |
| 2012 | Bosskiskład – Braterska siła          | „Cały ten syf (Remix)” (gościnnie: Słoń) | [ 44 ] |
| 2012 | Donatan – Równonoc. Słowiańska dusza  | „Niespokojna dusza” (gościnnie: Chada, Słoń, Sobota)                                                                                             | [ 45 ] |
| 2013 | Popek – Monster                       | „Sławy szczyt” (gościnnie: Borixon, Słoń) | [ 47 ] |
| 2013 | HipoToniA WIWP – Honor twoją amunicją | „Ten świat należy do nas” (gościnnie: Ero, Słoń)                                                                                                 | [ 48 ] |
| 2014 | Peerzet/TMKBeatz – Doktor majk        | „Nadejdzie dzień” (gościnnie: Słoń, Eripe) | [ 75 ] |
| 2014 | Blasq – Bez urazy                     | „Dwa oblicza” (gościnnie: Słoń, WSRH) | [ 76 ] |
| 2015 | Kacper/PSR – Tabula Rasa              | „Wilk” (gościnnie: Słoń, Jongmen) | [ 77 ] |
| 2015 | Antek/Hirass – Realiaz EP             | „Świadek” (gościnnie: Słoń, Deep) | [ 78 ] |
| 2023 | ReTo - STYXXX                         | ,,Król jest nagi" (gościnnie: Słoń) |        |

Kompilacje różnych wykonawców
| Rok  | Album                    | Utwór                                                                                 | Źródło |
| ---- | ------------------------ | ------------------------------------------------------------------------------------- | ------ |
| 2009 | Jestem stąd              | DJ Story, Sheller, Słoń, Ramona 23, Paluch Kobra, Oldas, Pele, Gandzior – „To miasto” | [ 79 ] |
| 2011 | Represent Yourself Vol.1 | Słoń – „6”                                                                            | [ 80 ] |

## Teledyski
| Rok  | Tytuł                                                                                  | Reżyseria/Realizacja             | Album                       | Źródło |
| ---- | -------------------------------------------------------------------------------------- | -------------------------------- | --------------------------- | ------ |
| 2009 | „Chore melodie” (gościnnie: Shellerini)                                                | –                                | Chore melodie               | [ 9 ]  |
| 2010 | „Od zmierzchu do świtu” (oraz Mikser)                                                  | Michał Sterzyński, Tomasz Jarosz | Demonologia                 | [ 22 ] |
| 2010 | „Początek końca” (oraz Mikser; gościnnie: Tomasz Struszczyk)                           | Evil Eye Studio                  | Demonologia                 | [ 23 ] |
| 2011 | „Szczerze” (oraz Mikser)                                                               | 4zero4                           | Demonologia                 | [ 24 ] |
| 2013 | „D2B4” (oraz Mikser)                                                                   | 4zero4                           | Demonologia 2               | [ 51 ] |
| 2013 | „CHCWD” (oraz Mikser)                                                                  | 4zero4                           | Demonologia 2               | [ 52 ] |
| 2013 | „Tacy sami” (oraz Mikser)                                                              | Bassmedia                        | Demonologia 2               | '      |
| 2014 | „Gra o tron” (oraz Mikser; gościnnie: Shellerini)                                      | Bassmedia                        | Demonologia 2               | [ 82 ] |
| 2014 | „Gabinet Luster / WCM3” (oraz Mikser)                                                  | Bassmedia                        | Demonologia 2               | [ 83 ] |
| 2014 | „Gruba Berta”                                                                          | 4zero4                           | –                           | [ 84 ] |
| 2014 | „#Hot16Challenge”                                                                      | –                                | –                           | [ 85 ] |
| 2015 | „Martwy”                                                                               | 4zero4                           | Brain Dead Familia          | [ 86 ] |
| 2015 | „THX” (gościnnie: DJ Ace)                                                              | Bassmedia                        | Brain Dead Familia          | [ 87 ] |
| 2015 | „HeadBanger”                                                                           | 4zero4                           | Brain Dead Familia          | [ 88 ] |
| 2015 | „Czysta miłość”                                                                        | Bassmedia                        | Brain Dead Familia          | [ 89 ] |
| 2015 | „PSS”                                                                                  | MVPclips                         | Brain Dead Familia          | [ 90 ] |
| 2016 | „Mitsukurina (Remix)” (oraz Drown My Day)                                              | C2studio                         | –                           | [ 91 ] |
| 2018 | „Yeah Bwoy”                                                                            | A1Videos                         | Mutylator                   | [ 92 ] |
| 2018 | „SMOG”                                                                                 | A1Videos                         | Mutylator                   | [ 93 ] |
| 2018 | „KLASYG” (gościnnie: Polska Wersja)                                                    | MVPclips                         | Mutylator                   | [ 94 ] |
|      | „Sicario” (gościnnie: Szpaku)                                                          | –                                | Mutylator                   |        |
| 2018 | Prod. APmg                                                                             | A1Videos                         | Mutylator                   |        |
| 2019 | Prod. Got Barss                                                                        | A1Videos                         | Mutylator                   |        |
| 2019 | Prod. The Returners                                                                    | –                                | –                           |        |
| 2020 | „Wojna totalna”                                                                        | SzerszeńVids                     | Redrum                      |        |
| 2020 | „Clint Eastwood”                                                                       | SzerszeńVids                     | Redrum                      |        |
| 2020 | „X”                                                                                    | A1Videos                         | Redrum                      |        |
| 2020 | „Na celowniku”                                                                         | 9LITER FILMY                     | Redrum                      |        |
|      | Gościnnie                                                                              |                                  |                             |        |
| 2011 | Emblemat – „To coś więcej” (gościnnie: Słoń, Bas Tajpan)                               | Wendland Films                   | Jedna miłość, jedna więź    | [ 95 ] |
| 2011 | Pih – „Radio Killa (66.6 FM)” (gościnnie: Słoń, Ero, Dono)                             | Evil Eye Studio                  | Dowód rzeczowy nr 2         | [ 39 ] |
| 2011 | Młody M – „Nikt mi tego nie dał, nikt mi tego nie zabierze” (gościnnie: Słoń)          | 9MM FIlmz                        | Kronika II: Siła charakteru | [ 37 ] |
| 2012 | Donatan – „Niespokojna dusza” (gościnnie: Chada, Słoń, Sobota)                         | Piotr Tutka                      | Równonoc. Słowiańska dusza  | [ 46 ] |
| 2018 | Paluch – „Balans” (gościnnie: Słoń)                                                    | 9LITER FILMY                     | Czerwony Dywan              | [ 96 ] |
| 2019 | Opał – „Pandora” (gościnnie: Słoń)                                                     | A1Videos                         | Pandora EP                  |        |
|      | Inne                                                                                   |                                  |                             |        |
| 2008 | DJ Story, Sheller, Słoń, Ramona 23, Paluch, Kobra, Oldas, Pele, Gandzior – „To miasto” | Michał Piotrowski                | Jestem stąd (kompilacja)    | [ 97 ] |

## Nagrody i wyróżnienia
| Rok  | Kategoria | Nagroda                            | Uwagi      | Źródła |
| ---- | --- | ---------------------------------- | ---------- | ------ |
| 2011 | Najlepszy teledysk roku 2010 (Dj Story, Sheller, Słoń, Ramona 23, Paluch, Kobra, Oldas, Pele, Gandzior – „To miasto”) | Podsumowanie 2010/Poznanskirap.com | 1. miejsce | [ 98 ] |
| 2012 | Najlepszy teledysk roku 2011 (Słoń, Mikser – „Szczerze”)                                                              | Podsumowanie 2011/Poznanskirap.com | 2. miejsce | [ 25 ] |